# Луценко, Пётр Степанович
Пётр Степанович Луценко (1896—1966) — участник Великой Отечественной войны, командир 184-го гвардейского стрелкового полка (62-я гвардейская стрелковая дивизия, 37-я армия, Степной фронт), гвардии подполковник. Герой Советского Союза (1943).

## Биография
Родился 12 июля 1896 года на хуторе Сеньшин, Области Войска Донского, ныне Обливского района Ростовской области в семье крестьянина. Украинец.
Окончил неполную среднюю школу. В Красной Армии в 1918—1926 годах и с 1931 года. Участник Гражданской войны. Окончил курсы «Выстрел» в 1924 году и КУКС в 1934 году.
На фронте Великой Отечественной войны с августа 1942 года. Отличился на Сталинградском фронте. Окончил КУОС в 1943 году. Член КПСС с 1945 года.
28 сентября 1943 года, 184-й гвардейский стрелковый полк под командованием гвардии подполковника П. Луценко, на подручных средствах форсировал Днепр в районе села Мишурин Рог (Верхнеднепровский район Днепропетровской области) и овладев плацдармом на правом берегу реки, в течение суток отразил 5 контратак превосходящих сил противника. Умелое руководство Луценко действиями полка, позволило существенно расширить плацдарм.
С 1952 года полковник Луценко находился в запасе. Проживал в Московской области, в офицерском посёлке Шереметьевский (ныне в составе города Долгопрудный).
Умер 28 марта 1966 года.

## Награды
- Медаль «Золотая Звезда» Героя Советского Союза (20.12.1943)[1].
- Награждён двумя орденами Ленина, орденом Красного Знамени, а также медалями.